# Lina Morgenstern

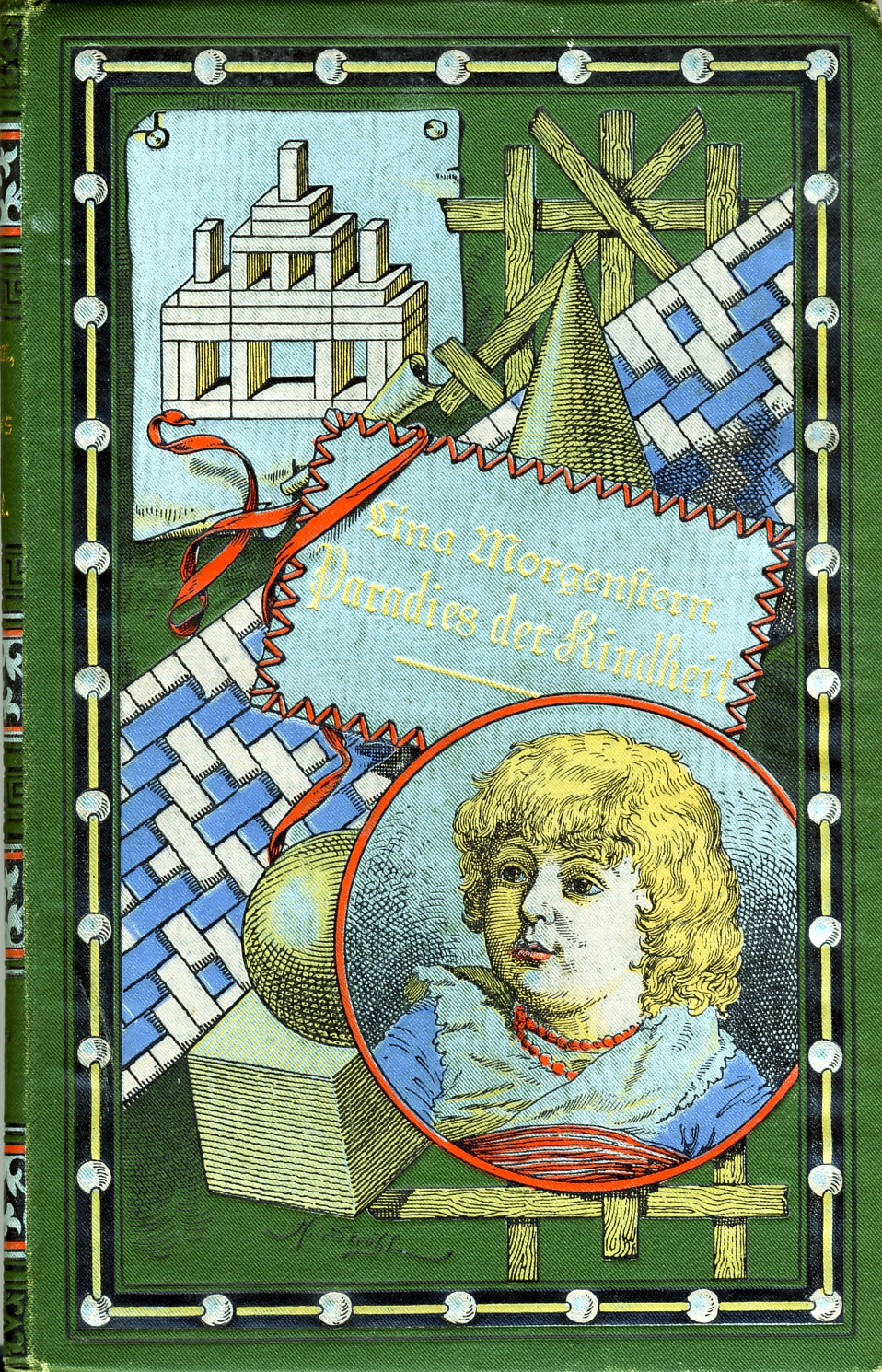
Paradies der Kindheit (Il paradiso dell'infanzia), 1900

Lina Morgenstern, nata Bauer, nota anche con lo pseudonimo di Suppenlina (Breslavia, 25 novembre 1830 – Berlino, 16 dicembre 1909), è stata un'educatrice, scrittrice, pacifista e femminista tedesca.

## Biografia
Nacque da una famiglia ebrea impegnata in cause sociali, i Bauer. Nel 1854 sposò Theodor Morgenstern (di cui col matrimonio assunse il cognome) e si trasferirono a Berlino; la coppia ebbe cinque figli: tre figlie, Clara, Olga e Martha e due figli, Michael e Alfred.
Morgenstern iniziò a scrivere articoli sull'educazione e la cura dei bambini per contribuire al reddito della famiglia.
Nel 1859, lo stesso anno in cui nacque la sua terza figlia, Olga, lei e Wilhelm Adolf Lette  fondarono l'Associazione delle donne di Berlino per il progresso degli asili fröbeliani (Berliner Frauen-Verein zur Beförderung der Fröbel’schen Kindergärten), che sosteneva l'istituzione a Berlino degli asili nido, una forma di educazione prescolare ideata dal pedagogo Friedrich Fröbel. Morgenstern fu presidentessa dell'associazione dal 1862 al 1866, periodo in cui la società aveva istituito otto asili nido in città, nonché una scuola per la formazione per educatori.
Nel 1866, durante la guerra austro-prussiana, fondò la prima Volksküche di Berlino ("cucina pubblica", o mensa dei poveri), un'organizzazione che offriva pasti a prezzi molto bassi, basata sul principio di aiutare le persone bisognose senza metterle nella posizione di chiedere la carità.
Nel 1868 fondò una scuola superiore femminile e nel 1873 l'Associazione delle casalinghe di Berlino, che gestiva un'agenzia di collocamento e una scuola di cucina. Tra il 1889 e il 1891, pubblicò Le donne del XIX secolo, che comprendeva 250 biografie femminili.
Nel 1896 organizzò il Congresso internazionale per le opere e le aspirazioni delle donne a Berlino e nel 1897 entrò a far parte del comitato direttivo della Società tedesca per la pace (Deutsche Friedensgesellschaft).

## Opere
- Das Bienenkätchen, Breslavia, 1859
- Das Paradies der Kindheit durch Spiel, Gesang und Beschäftigung, Lipsia, 1861
- Ernährungslehre, 1880
- Die Frauen des 19. Jahrhunderts, 1888–91
- Der häusliche Beruf, 1890
- Illustriertes Universal-Kochbuch für Gesunde und Kranke, Berlino, 1905